# Fuckin’ Problems
Fuckin’ Problems (auch bekannt als F**kin’ Problems) ist ein Lied des US-amerikanischen Rappers ASAP Rocky, das er zusammen mit den Rappern Drake, 2 Chainz und Kendrick Lamar aufnahm. Der Song ist die zweite Singleauskopplung seines Debütalbums Long.Live.A$AP und wurde am 24. Oktober 2012 veröffentlicht.

## Inhalt
| Liedteil   | Künstler           |
| Refrain    | 2 Chainz und Drake |
| 1. Strophe | ASAP Rocky         |
| 2. Strophe | Drake              |
| 3. Strophe | Kendrick Lamar     |

In Fuckin’ Problems rappen ASAP Rocky, Drake, 2 Chainz und Kendrick Lamar aus der Perspektive des lyrischen Ichs über Probleme, die sie bekommen, weil sie auf böse Frauen stehen und mit diesen Sex haben. Die Strophen enthalten zahlreiche Kraftausdrücke, sexuelle Anspielungen und Metaphern. Weitere Themen sind ihr Status als Rapstars und der damit verbundene Reichtum, wodurch sie noch leichter Frauen rumkriegen.

“I love bad bitches, that’s my fuckin’ problem (Problem)

And yeah, I like to fuck, I got a fuckin’ problem (Problem)

If findin’ somebody real is your fuckin’ problem (Yeah)

Bring your girls to the crib, maybe we can solve it, ayy”

## Produktion
Der Song wurde von dem Musikproduzenten Noah „40“ Shebib in Zusammenarbeit mit Drake, der als Co-Produzent fungierte, produziert. Beide sind neben ASAP Rocky, Kendrick Lamar, 2 Chainz und Sean Garrett auch als Autoren gelistet. Es ist ein Sample aus einem unveröffentlichten Lied der Sängerin Aaliyah enthalten.

## Musikvideo
Bei dem zu Fuckin’ Problems gedrehten Musikvideo führten Samantha Lecca und Clark Jackson Regie. Es feierte am 3. Dezember 2012 Premiere und verzeichnet auf YouTube über 306 Millionen Aufrufe (Stand Juli 2023). Das Video zeigt ASAP Rocky, Drake, 2 Chainz und Kendrick Lamar, die den Song in einem Raum vor wechselndem, weißen, grauen oder schwarzen Hintergrund rappen. Zwischendurch sind Frauen zu sehen, die sich rhythmisch zur Musik bewegen.

## Single

### Covergestaltung
Auf dem Singlecover ist ASAP Rocky zu sehen, der den Betrachter anblickt und mit beiden Händen auf sein Gesicht zeigt. Im oberen Teil des Bildes befinden sich die weißen Schriftzüge A$AP Rocky und F**kin’ Problems auf schwarzem Grund. Am unteren Bildrand steht in gleichen Farben der Schriftzug Feat. Drake, 2 Chainz & Kendrick Lamar.

### Chartplatzierungen
Fuckin’ Problems stieg am 23. November 2012 auf Platz 97 in die deutschen Singlecharts ein und erreichte am 1. Februar 2013 mit Rang 86 die höchste Position. Insgesamt war es drei Wochen in den Top 100 vertreten. In den Vereinigten Staaten belegte die Single Platz acht und hielt sich 27 Wochen in den Charts. Weitere Platzierungen gelangen unter anderem im Vereinigten Königreich, in der Schweiz und in Frankreich.
| ChartsChartplatzierungen       | Höchstplatzierung | Wochen |
| ------------------------------ | ----------------- | ------ |
| Deutschland (GfK)              | 86 (3 Wo.)        | 3      |
| Schweiz (IFPI)                 | 65 (1 Wo.)        | 1      |
| Vereinigtes Königreich (OCC)   | 50 (8 Wo.)        | 8      |
| Vereinigte Staaten (Billboard) | 8 (27 Wo.)        | 27     |

| ChartsJahrescharts (2013)      | Platzierung |
| ------------------------------ | ----------- |
| Vereinigte Staaten (Billboard) | 41          |

### Auszeichnungen für Musikverkäufe
Fuckin’ Problems erhielt im Jahr 2018 in Deutschland für mehr als 150.000 verkaufte Einheiten eine Goldene Schallplatte. In den Vereinigten Staaten wurde es 2023 für über acht Millionen Verkäufe mit Achtfach-Platin ausgezeichnet. Damit zählt es zu ASAP Rockys kommerziell erfolgreichsten Liedern.

| Land/Region                  | Auszeichnungen für Musikverkäufe (Land/Region, Auszeichnung, Verkäufe) | Verkäufe  |
| ---------------------------- | ---------------------------------------------------------------------- | --------- |
| Australien (ARIA)            | 3× Platin                                                              | 210.000   |
| Deutschland (BVMI)           | Gold                                                                   | 150.000   |
| Italien (FIMI)               | Gold                                                                   | 35.000    |
| Kanada (MC)                  | Platin                                                                 | 80.000    |
| Neuseeland (RMNZ)            | 4× Platin                                                              | 120.000   |
| Schweden (IFPI)              | Gold                                                                   | 20.000    |
| Vereinigte Staaten (RIAA)    | 8× Platin                                                              | 8.000.000 |
| Vereinigtes Königreich (BPI) | Platin                                                                 | 600.000   |
| Insgesamt                    | 3× Gold · 17× Platin ·                                                 | 9.215.000 |

Hauptartikel: ASAP Rocky/Auszeichnungen für Musikverkäufe
Bei den Grammy Awards 2014 wurde Fuckin’ Problems in der Kategorie Best Rap Song nominiert, unterlag jedoch dem Lied Thrift Shop von Macklemore & Ryan Lewis feat. Wanz.